# Craig Zobel

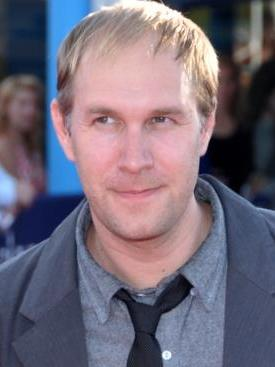
Craig Zobel

Craig Zobel (New York, 16 settembre 1975) è un regista, sceneggiatore e produttore cinematografico statunitense.

## Carriera
Craig Zobel è nato a New York ed è cresciuto ad Atlanta, diplomandosi alla University of North Carolina School of the Arts insieme al suo futuro collaboratore David Gordon Green. Zobel ha lavorato con lo stesso Green come co-produttore, production manager e aiuto-regista, in tre suoi film: George Washington, All the Real Girls e Undertow.
Zobel è principalmente noto però per avere scritto e diretto i film Compliance e Great World of Sound, entrambi aventi tra i protagonisti un suo fedele collaboratore: Pat Healy.
Nel 2015 dirige il film Sopravvissuti. Nello stesso anno e nel 2017 ha diretto due episodi della seconda stagione e un episodio della terza della serie televisiva The Leftovers - Svaniti nel nulla. Nel 2018 dirige il quinto episodio della seconda stagione di Westworld - Dove tutto è concesso.

## Filmografia

### Regista

#### Cinema
- Great World of Sound (2007)
- Compliance (2012)
- Sopravvissuti (Z for Zachariah) (2015)
- The Hunt (2020)

#### Televisione
- Omicidio a Easttown (Mare of Easttown) – miniserie TV, 7 puntate (2021)
- The Penguin – miniserie TV, 3 puntate (2024)

### Sceneggiatore
- Great World of Sound, regia di Craig Zobel (2007)
- Compliance, regia di Craig Zobel (2012)

### Produttore
- George Washington, regia di David Gordon Green (2000)
- Great World of Sound, regia di Craig Zobel (2007)
- Compliance, regia di Craig Zobel (2012)
- Prince Avalanche, regia di David Gordon Green (2013)
- Manglehorn, regia di David Gordon Green (2014)
- The Hunt, regia di Craig Zobel (2020)